# 魏鳳和
魏鳳和（ぎ ほうわ、英語: Wei Fenghe、ウェイ・フォンホー、1954年2月 - ）は、中華人民共和国の政治家、軍人。中国人民解放軍副総参謀長、第二砲兵部隊司令員、ロケット軍司令員を歴任した。党中央委員会委員、党中央軍事委員会委員、国家中央軍事委員会委員、国防部長を務めた。最終階級は上将。

## 経歴
1954年2月に山東省聊城市茌平県温陳郷に誕生する。1968年9月に中国人民解放軍に入隊し、第二砲兵指揮学院で学ぶ。2001年、第二砲兵部隊第54基地参謀長に任命。2002年1月、総装備部副部長に任命される。2002年12月、第二砲兵部隊第53基地司令員に任命。2003年、少将に昇格。2005年、第二砲兵部隊副参謀長となり、2006年に第二砲兵部隊参謀長に任命される。
2007年10月21日に第17回党大会において党中央委員会候補委員に選出される。2008年に中将に昇格した。
2010年12月に副総参謀長に栄転となる。戦略ミサイル部隊を扱う第二砲兵部隊からの副総参謀長就任は前例ない事であった。
2012年10月に第二砲兵部隊司令員に任命。11月14日に第18回党大会において党中央委員に選出され、翌11月15日の共産党第18期1中全会において党中央軍事委員会委員に選出された。11月23日、上将に昇格。2013年3月15日、第12期全国人民代表大会第1回会議において中華人民共和国中央軍事委員会委員に選出された。
2015年12月31日に第二砲兵部隊が改編されてロケット軍が新設されると、引き続きロケット軍司令員に任命された。
2017年9月にロケット軍司令員職を副司令員の周亜寧と交代した。2018年3月18日、第13期全国人民代表大会第1回会議において国家中央軍事委員会委員に再選。翌3月19日に同会議において国務委員兼国防部長に任命された。

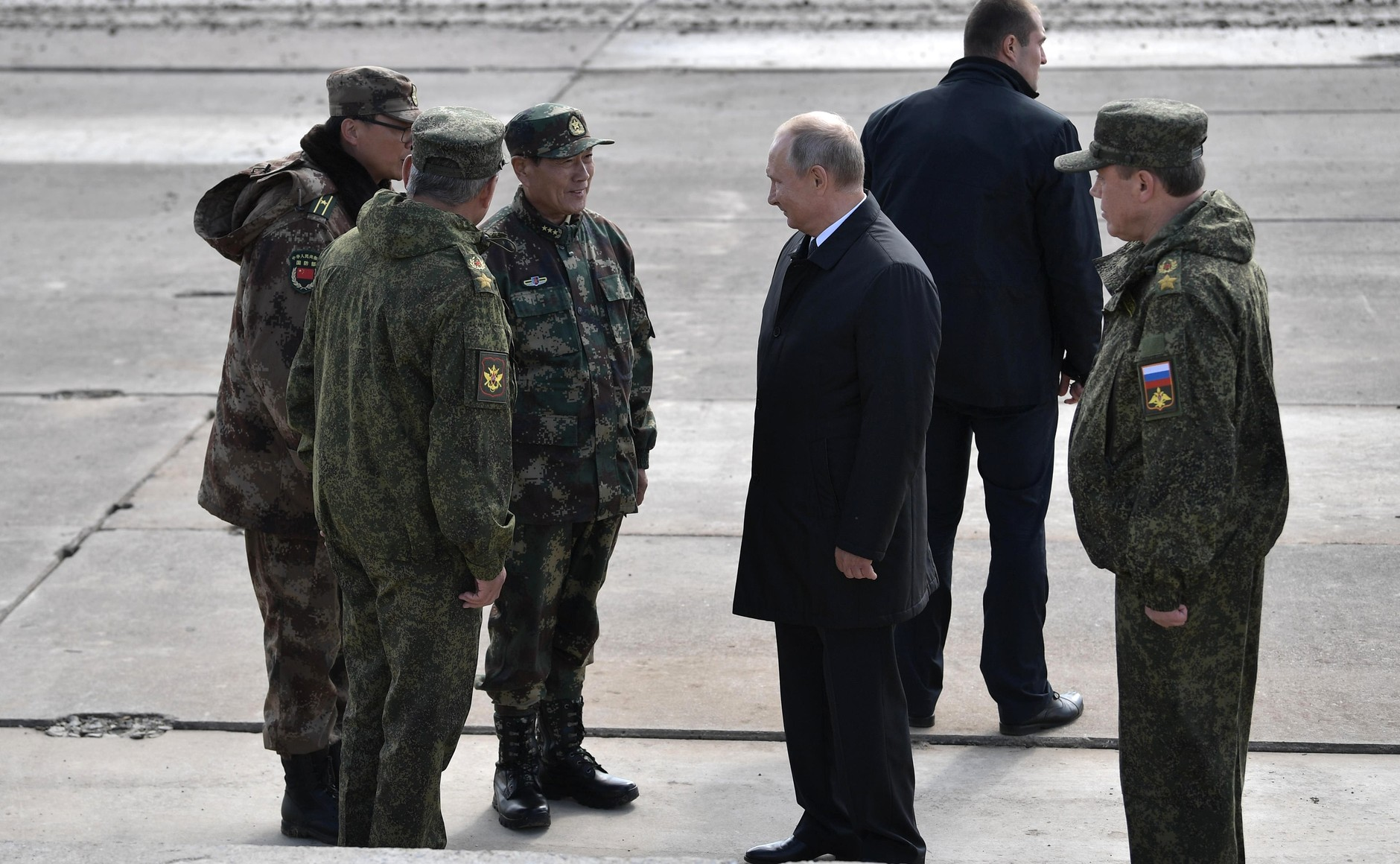
ボストーク2018演習でロシアのプーチン大統領と（2018年9月13日）

2018年6月に国防部長では8年ぶりにアジア安全保障会議に出席し、米中貿易戦争に関して「アメリカが対話を望むならドアは開いている。アメリカが戦いたいなら戦う用意は出来ている」と演説した。なお、台湾が独立すれば「全犠牲を払っても戦争も厭わない」とも述べた。また、六四天安門事件にも「騒乱を治めるために正しい対応をした。中国は安定と発展を享受している」と異例の言及を行った。同年9月、中国とモンゴルが初参加した冷戦後最大の軍事演習「ボストーク2018」をロシアのプーチン大統領らと視察し、ロシアのショイグ国防相との会談で定期的に中国とロシアは同様の演習を実施することで一致した。
2022年6月10日、アジア安全保障会議に出席するため訪問していたシンガポールで、アメリカのロイド・オースティン国防長官と初の会談を行ったが、台湾問題などで双方が意見を主張し合い平行線をたどった。
2日後の12日には記者会見の中で台湾問題に触れ、「（独立を阻止するため）最後の最後まで戦う」と表明した。
2023年3月に退任し、李尚福が後任の国防部長に就任した。退任後は長期に渡って動静が不明となり、2024年2月に行われた共産党指導部が引退した指導者を慰問する恒例行事でも魏鳳和の名前が慰問先リストになかったことで魏鳳和の立場に何らかの異変が起こっていると推測された。しかし同年5月6日に中国中央電視台が報じた共産党幹部の葬儀を報じる会場の映像に、魏鳳和の名前が書かれた花輪が映り込んでいたことで政治的に安全な状況にある可能性も指摘されていたが、同年6月27日の政治局会議で収賄や規律違反の容疑で李尚福とともに党籍剥奪処分が決定した。また、中央軍事委員会は魏と李の軍からの除名と、魏のロケット軍上将、李の陸軍上将の階級取り消しを決めた。